# Von (zespół muzyczny)
Von – pierwszy amerykański zespół blackmetalowy, założony w San Francisco w 1989 roku. Grupa została reaktywowana w 2010 roku.
Interpretacje utworów grupy Von wykonywały m.in. takie grupy jak: Watain, Burzum, Dark Funeral czy Taake.

## Życiorys
Von założony został w roku 1988 przez Goata, który wtedy używał jeszcze pseudonimu Von, Snake'a oraz basistę Jasona Venture. Po stracie gitarzysty basowego, Goat i Snake zagrali jeden koncert w duecie. W początkach roku 1991, skład zasilił Kill i niedługo po tym nagrali pierwsze demo zatytułowane Satanic Blood. Pomiędzy 1991 a 1992 Von zagrał na kilku imprezach i przy okazji nagrał kolejne demo pt. Blood Angel, które nigdy zostało wydane. Niedługo po nagraniu pierwszego dema, czyli jeszcze w roku 92' zespół został rozwiązany.
W roku 2003, Nuclar War Now! Productions wydało album Satanic Blood Angel. Materiał ten jest kompilacją nagrań z dwóch nagrań demo Von. Dodano również kilka nagrań z ich koncertów. Prócz tego nagrania Satanic Blood jest jedynym oficjalnym nagraniem amerykańskiej grupy.
W związku z reaktywacją więcej informacji jest dostępne na temat członków Von. Kill, poprawnie Joe Allen znany również z gry w Abcess oraz Eatmyfuk.
Goat stworzył nowy projekt o nazwie Von Goat. Jason Ventura (pierwszy basista Von) założył projekt o nazwie Von Venien.

## Dyskografia
Albumy
- Satanic Blood (2012)
- Dark Gods: Seven Billion Slaves (2013)

Minialbumy
- Satanic Blood (2010)

Albumy koncertowe
- Live at the Stone - San Francisco CA 1991 (2009)

Kompilacje
- Satanic Blood Angel (2003)

DVD
- Satanic Blood Ritual (2010)

Dema
- Satanic Blood (1992)
- Blood Angel (2009)

Tribiute albumy
- A Norwegian HAIL to VON (2006)